# باشگاه فوتبال گودوی کروز
 باشگاه فوتبال گودوی کروز  (به اسپانیایی: Godoy Cruz Antonio Tomba) یک باشگاه فوتبال در شهر بوئنوس آیرس کشور آرژانتین می‌باشد که در لیگ برتر آرژانتین بازی می‌کند.
این باشگاه در تاریخ ۲۱ ژوئن ۱۹۲۱ تأسیس شده است.